# Josée Lacasse
Josée Lacasse (* 10. November 1963 in Montreal, Québec) ist eine ehemalige kanadische Skirennläuferin.
Die Frankokanadierin erreichte in der Saison 1986/87 am 6. Dezember 1986 im Riesenslalom von Waterville Valley (New Hampshire, USA) den dritten Platz. Am 22. März 1986 erreichte sie beim Riesenslalom von Bromont in Québec (Kanada) den 5. Platz. Am 9. März 1986 fuhr sie im Riesenslalom von Sunshine Village (Alberta, Kanada) auf den sechsten Platz. Dieses Resultat vermochte sie später nicht mehr annähernd zu bestätigen. Bei den Olympischen Spielen 1988 in Calgary wurde sie im Riesenslalom Elfte. Im Verlaufe ihrer Karriere gewann Lacasse sieben kanadische Meistertitel (Riesenslalom 1981, 1986, 1987 und 1990; Slalom 1986, 1988 und 1990).